# Nicolaas Matsier
Nicolaas Matsier is een pseudoniem van de Nederlandse schrijver Tjit Reinsma (Krommenie, 25 mei 1945).

## Biografie
Nicolaas Matsier is de zoon van twee gereformeerde onderwijzers, Riemer Reinsma en Petronella Catharina Brand. Zijn moeder werd na het huwelijk huisvrouw, zoals destijds bij de wet verplicht was. Zijn vader studeerde door en werd leraar geschiedenis en rector. Op de lagere school aan de Haagse Mient begon een levenslange vriendschap met dichter en literatuurcriticus Tom van Deel. Ze maakten twee jaar deel uit van de redactie van de jeugdpagina 'Ruimte voor ons' van de Nieuwe Haagse Courant. Op het 's-Gravenhaagsch Chr. Gymnasium, tegenwoordig Gymnasium Sorghvliet, raakte hij bevriend met Gerard Koolschijn. Samen vertaalden zij voor een weddenschap Xenophons Anabasis, een boek waarover zij inspirerend les kregen van dr. L.J. Elferink. Ook belangrijk als leraar was de bevlogen neerlandicus H.J.A. Hissink.
Matsier deed een kandidaats klassieke talen aan de Vrije Universiteit en was drie jaar leraar in Hilversum. Daarna studeerde hij een aantal jaren filosofie aan de Universiteit van Amsterdam en was kandidaats-assistent inleiding filosofie en ethiek. Bij de Grote Spectrum Encyclopedie was hij eindredacteur filosofie.
In 1974 bedacht de schrijver het pseudoniem N. Matsier, een anagram van T. Reinsma. Dat deed hij ook om als auteur sterker te staan in het niet denkbeeldige geval van een proces naar aanleiding van zijn verhaal Scheltema Oostersche Kunst, geïnspireerd op een baantje bij kunsthandel Aalderink in Amsterdam. Hiermee debuteerde hij in het spraakmakende literaire tijdschrift De Revisor en werd er vervolgens redacteur. In 1976 verscheen bij Querido zijn debuut, de verhalenbundel Oud-Zuid, in 1979 gevolgd door de tweede, Onbepaald vertraagd. Na de roman De eeuwige stad (1982), met de ontvoerde en vervolgens vermoorde Italiaanse premier Aldo Moro als hoofdpersoon naast de verteller, duurde het twaalf jaar voordat Matsier opnieuw een roman schreef. Matsier werd redacteur bij De Bezige Bij (1982-1989) en kreeg met zijn vrouw, Elsa Bouma, twee dochters, Richtje en Janna. Over hen schreef Matsier Een gebreid echtpaartje (1985). Ook schreef hij de kinderboeken A is een aardappel (1985) en Ida stak een zebra over (1986), die hij aan hen opdroeg. 
In 1990 overleed de moeder van de auteur. Het ouderlijk huis in de Haagse Vruchtenbuurt moest verkocht en leeggeruimd worden. Over dat huis en over wat de overtollig geworden dingen zoal oproepen, maar zeker ook over achterstallige rouw, gaat de autobiografische roman Gesloten huis (1994). Die verscheen bij De Bezige Bij en werd genomineerd voor alle grote prijzen. Ook in 1990 trad Matsier toe tot de redactie van het tijdschrift Raster. Hij maakte er elf jaar lang deel van uit.
Vanaf de jaren zeventig van de twintigste eeuw tot en met de jaren nul en tien van de eenentwintigste eeuw schreef Matsier kritieken, columns en beschouwingen over literatuur, beeldende kunst en architectuur voor achtereenvolgens Vrij Nederland, het Algemeen Handelsblad/NRC Handelsblad, de Volkskrant en Trouw. Hij zat in het bestuur van het Letterenfonds en was een van de oprichters van de FreeLancers Associatie (de FLA, inmiddels opgegaan in de Auteursbond), die een auteursrechtelijk proces begon tegen krantenuitgeversconcern PCM. De FLA won en PCM Uitgevers moest miljoenen uitkeren aan freelancers van wie de auteursrechten waren geschonden. Matsier nam deel aan diverse jury's van literaire prijzen. Hij was de eerste meelezer van de Nieuwe Bijbelvertaling. Mede daardoor ontstond bij hem een hernieuwde belangstelling voor de bijbel. De boeken De bijbel volgens (over het Oude Testament, 2003) en Het evangelie volgens (over het Nieuwe Testament, 2011) vloeiden daaruit voort. Daarin wordt de Bijbel als literatuur beschouwd.
Het oeuvre van Matsier is zeer gevarieerd. Naast verhalen, romans, kinderboeken en essays schreef hij een libretto en een gedichtenbundel. Hij maakte een vertaling van Carroll's Avonturen van Alice in Wonderland en Achter de Spiegel. Ook stelde hij enkele bloemlezingen samen. In zijn roman De Advocaat van Holland (2019) kroop hij in de huid van een van de grootste politici die Nederland gekend heeft, Johan van Oldenbarnevelt. De roman volgt hem tijdens zijn laatste negen maanden, die eindigden op het schavot.

### Romans
- 1982 - De eeuwige stad
- 1994 - Gesloten huis
- 2005 - Het achtenveertigste uur
- 2019 - De Advocaat van Holland

### Gedichten
- 2017 - Zonder titel zonder jaar

### Verhalen
- 1976 - Oud-Zuid
- 1979 - Onbepaald vertraagd
- 1985 - Een gebreid echtpaartje
- 1995 - Oud-Zuid, Onbepaald vertraagd, De eeuwige stad, Een gebreid echtpaartje en andere verhalen
- 1996 - Dicht bij huis
- 2000 - Meneer Kortom kijkt uit het raam
- 2001 - Heimwee naar het heden (verzamelbundel)
- 2005 - Elke dag vaderdag (uitgebreide uitgave van Een gebreid echtpaartje)
- 2015 - Compositieportret
- 2015 - Naar het leven (verzamelde verhalen)

### Kinderboeken
- 1985 - A is een aardappel
- 1986 - Ida stak een zebra over
- 2014 - Hoe Ida zich een hoedje schrok (het titelverhaal van Ida stak een zebra over, heruitgegeven als Gouden Boekje)
- 2014 - Ik Ikaros, Ik Odysseus, Ik Orpheus (E-book)
- 2022 - De Amsterdamse Boskat

### Essays
- 1995 - Jan van Male, fotograaf - Foto's uit de jaren 1950-1980
- 1995 - Was Sinterklaas maar een gracht
- 1996 - Alice in Verbazië
- 1998 - Een sluimerend systeem
- 2000 - Orderic Vitalis - De botten van Sint-Nicolaas
- 2001 - De Nieuwe Hollandse Waterlinie (met Carl De Keyzer en Selma Schepel)
- 2003 - De bijbel volgens Nicolaas Matsier
- 2009 - Het bedrogen oog
- 2011 - Het evangelie volgens Nicolaas Matsier
- 2012 - Lof der stenen - Over ruïnes, praalgraven, douanekantoren, kathedralen, gedenknaalden, herenhuizen, forten, hijsbalken, polders en paleizen
- 2012 - Jan van der Kooi, tekenaar/schilder
- 2022 - Mooi boek die bijbel!
- 2023 - Op onware grootte - Maquettes, miniaturen, modellen

### Bloemlezingen
- 2015 - Op 't duin - 100 duingedichten en 100 duingezichten (met Boudewijn Bakker en Helmi Goudswaard)
- 2019 - Weer en wind - 100 gedichten en 100 gezichten (met Boudewijn Bakker en Helmi Goudswaard)
- 2020 - T. van Deel - Een steen in de beek verveelt zich niet (met Marjoleine de Vos)
- 2024 - Aan 't water - 100 watergedichten en 100 watergezichten (met Boudewijn Bakker en Helmi Goudswaard)

### Redactie
- 1986 - Het literair klimaat 1970-1985 (met Tom van Deel en Cyrille Offermans)
- 1991 - Raster 56: Kinderliteratuur
- 1993 - Het literair klimaat 1986-1992 (met Cyrille Offermans, Willem van Toorn en Jacq Vogelaar)
- 1992 - Raster 58: Vergeetwoordenboek
- 1994 - Raster 68: Onze klassieken?
- 1997 - Raster 80: In den beginne
- 1999 - Raster 85: Themerson & Themerson

### Libretto
- 1993 - Verhuisbericht - Un' opera in poche parole (eenpersoonsmuziektheater, muziek Elmer Schönberger, actrice Marlies Heuer, regie Vonne van der Meer)

### Vertalingen
De roman Gesloten huis werd vertaald in het Duits en het Frans. Van enkele verhalen, zoals Flatus vocis en De Minnema-variaties verschenen vertalingen in onder meer het Engels, het Zweeds, het Duits en het Chinees. De rijk geïllustreerde essaybundel Het bedrogen oog, over de kunst van de trompe-l'oeil, werd in het Hongaars vertaald. Zelf vertaalde Matsier werk van onder anderen Xenofon, Stefan Themerson, Lewis Carroll en Leon Garfield.

## Nominaties, vermeldingen en prijzen
- 1987 - Zilveren Griffel voor Ida stak een zebra over
- 1992 - IBBY Honour List voor de vertaling van Lewis Carroll's De avonturen van Alice in Wonderland
- 1994 - Nominatie AKO-prijs voor Gesloten huis[1]
- 1995 - Nominatie Librisprijs voor Gesloten huis[2]
- 1995 - Nominatie Gouden Uil voor Gesloten huis[1]
- 1995 - Nominatie Aristeionprijs voor Gesloten huis [bron?]
- 1995 - Ferdinand Bordewijk Prijs voor Gesloten huis[3]
- 1995 - Mekka-prijs voor Gesloten huis[4]
- 1995 - Nominatie Aristeionprijs voor de vertaling van Lewis Carroll's De avonturen van Alice in Wonderland en Achter de Spiegel
- 1997 - Longlist Libris Literatuur Prijs Dicht bij huis [bron?]
- 1997 - Heemschut NOG Persprijs voor De Noorderkerk in de Volkskrant
- 1998 - Eervolle vermelding CPNB voor Leon Garfield's Slangen in de kinderkamer
- 1999 - Longlist Generale Bank Literatuurprijs Een sluimerend systeem
- 2000 - IBBY Honour List voor de vertaling van Leon Garfield's De god beneden de zee
- 2005 - E. du Perronprijs voor Het achtenveertigste uur
- 2010 - Stripschapspenning voor de vertaling van Robert Crumb's Genesis
- 2011 - Vlag en Wimpel voor de vertaling van Avonturen van Baron von Münchhausen

Nicolaas Matsier was tweemaal winnaar van het tv-programma Tien voor Taal.